# Hrabstwo Gray (Kansas)

Piramida wieku hrabstwa

Hrabstwo Gray – hrabstwo położone w Stanach Zjednoczonych, w stanie Kansas, z siedzibą w mieście Cimarron. Założone 13 marca 1881 roku. Hrabstwo należy do nielicznych hrabstw w Stanach Zjednoczonych należących do tzw. dry county, czyli hrabstw gdzie decyzją lokalnych władz obowiązuje całkowita prohibicja.

## Miasta
- Cimarron
- Montezuma
- Copeland
- Ingalls
- Ensign

## Sąsiednie Hrabstwa
- Hrabstwo Finney
- Hrabstwo Hodgeman
- Hrabstwo Ford
- Hrabstwo Meade
- Hrabstwo Haskell